# عواصف التنين 2020
وقعت عواصف الشرق الأوسط لعام 2020 في 12 مارس 2020 وفي الأيام التي تليها، جلبت أمطار غزيرة وعواصف رعدية وفيضانات وعواصف رملية إلى شمال مصر ولبنان والأردن وسوريا والعراق وفلسطين. يطلق عليها أحيانًا «التنين» أو «عواصف التنين»، وهو الاسم الذي نشأ في وسائل التواصل الاجتماعي. تشكل نظام العاصفة، وهو إعصار كبير شديد فوق دلتا النيل في 12 مارس 2020 وخلال الأيام التالية انتقل شمال شرق البلاد فوق الشرق الأوسط. قتلت العاصفة 21 شخصًا على الأقل في مصر.
تسببت في تساقط الثلوج في المناطق الجبلية مثل لبنان وسوريا وإيران ومنطقة تبوك في المملكة العربية السعودية.

## الآثار

### مصر
توفي ما يقرب من 20 شخصا. تم إغلاق مطار الأقصر الدولي وميناء الإسكندرية وميناء شرم الشيخ.

### العراق
- يوتيوب فيديو : الفيضانات في الموصل بالعراق - أمطار غزيرة تجلب الثعابين والفيضانات

### إيران
- يوتيوب فيديو : الفيضانات الإيرانية: الأمطار الغزيرة تجلب فيضانات عارمة في جميع أنحاء إيران

### كردستان
- صور أضرار الفيضانات في دهوك

### لبنان
- أضرار الفيضانات في لبنان

### سلطنة عمان
- 20.51 دقيقة يوتيوب فيديو لعاصفة supercell في عمان

### الإمارات العربية المتحدة
- 22.37 دقيقة يوتيوب فيديو العاصفة في دبي والإمارات العربية المتحدة

### اليمن
- 10.55 دقيقة فيديو يوتيوب الفيضانات في عدن، اليمن: المياه الجارفة تدمر المنازل والمباني، 25 مارس 2020